# Ornithogalum nutans
Ornithogale penché, Honorius penché
Espèce
L'Ornithogale penché ou Honorius penché (Ornithogalum nutans) est une espèce de plantes vivaces de la famille des Asparagacées.